# ユニバーサル・メモリ
ユニバーサル・メモリ（英: Universal memory）はDRAMの容量単位価格の安さ、SRAMの速さ、フラッシュメモリの不揮発性に加えて（DRAMおよびSRAMの）無限の耐久性と寿命を兼ね備えたコンピュータ用記憶装置デバイスを指し示す。 その様なデバイスは（もし開発が可能であれば）コンピュータ市場に広範囲の影響を及ぼすであろう。一部（の人）はその類のメモリは永遠に出来ないと疑っている。
コンピュータは（それらの最近の歴史の大半について） 自身の動作の一環として同時にいくつかの異なるデータストレージ技術に依存している。各々は別(レベル)のモノが不適切になるであろうメモリ階層内のとあるレベルで動作する。パソコンにはCPUキャッシュとして数メガバイトの高速だが揮発性で高価なSRAMが、プログラムメモリ用のより遅い数ギガバイトのDRAM、そして128GBから8TBの低速だが不揮発性フラッシュメモリもしくは長期保存ストレージ用に1から10テラバイトの「回転するプラッタ」（を持つ）ハードディスクドライブを恐らく装備している。例えば、とある大学は2015から16年度に入学する学生に以下の(仕様の)PCを持つよう推奨していた:
- 256KB×4（1024kB）のL2キャッシュと6MBのL3キャッシュを持つCPU
- 16GBのDRAM
- 256GBのソリッド＝ステート・ドライブ、そして
- 1TBのハードディスクドライブ
研究員はコスト削減と性能向上をさせるために、これらの異なる類のメモリを単一の種類に置き換えることを探求している。ユニバーサル・メモリと考慮されるべきメモリ技術について、それはいくつかのメモリ技術の最高特性を持つ必要があるであろう。その持つべき特性とは:
- とても素速い動作 – SRAMキャッシュのように
- 実質無制限の読み/書きサイクル回数 – SRAMとDRAMのように
- 電力を使うことなく無期限にデータを保持する – フラッシュメモリおよびハードディスクドライブのように
- 一般的なOSおよびアプリケーション・プログラムにとって十分に大きく、お手頃(価格)であること – ハードディスクドライブのように。
製造コストの削減については規模の経済に関わってくる話なので、最後の基準は最後に満たされる可能性が高い。
多くの種類のメモリ技術が実用的なユニバーサル・メモリを作成することを目的として検討されてきた。これらには(以下が)含まれる:
- 低電圧、不揮発性、化合物半導体メモリ (デモ済み) [3][4]
- 磁気抵抗ランダムアクセスメモリ (MRAM) (開発および生産中)
- バブル・メモリ (1970-1980年頃、今日では廃れた)
- レーストラック・メモリ (現在実験中)
- 強誘電ランダムアクセスメモリ (FRAM) (開発および生産中)
- 相変化メモリ (PCM)
- プログラマブル・メタライゼーション・セル（英語版） (PMC)
- 抵抗変化型ランダムアクセスメモリ (RRAM)
- ナノRAM（英語版）
- メモリスタベースのメモリ[5]

各々のメモリにはそれぞれに制約があり、未だにユニバーサル・メモリのゴールに辿り着けたものはこれらの中には無い。